# Wang An

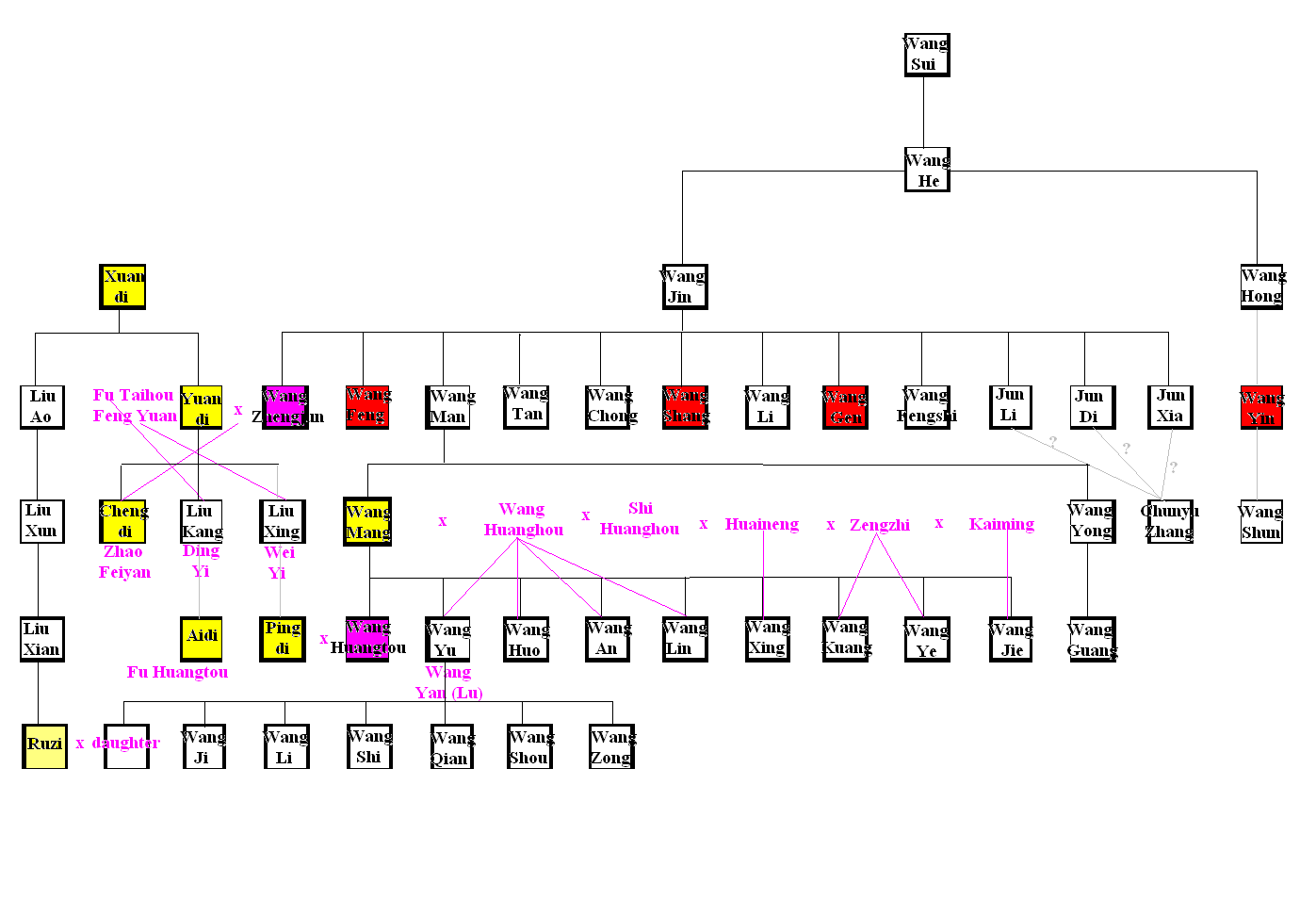
Stamboom van de familie Wang

Wang An (†21 na Chr.) was de derde zoon van de Chinese keizer Wang Mang en zijn vrouw keizerin Wang. Vermoedelijk had hij een verstandelijke beperking. Desondanks werd hij in het jaar 20 door zijn vader benoemd tot kroonprins.

## Biografie
Wang An ontving in 4 na Chr. de adellijke titel markies van Baoxin (褒新侯, Baoxin hou) en in 8 de hogere rang van hertog van Xinju (Xinju gong, 信舉公). Toen Wang Mang tot keizer werd geïnstalleerd werd Wang An in het jaar 9 benoemd tot hertog van Xinxian (Xinxian gong, 新遷公). Op dat moment was Wang An de oudste nog levende zoon van Wang Mang, zijn twee oudere broers, Wang Yu en Wang Huo hadden eerder zelfmoord gepleegd. Toch werd Wang An niet benoemd tot kroonprins. Volgens juan 99 van het Boek van de Han (Hanshu) bezat Wang An volgens Wang Mang geen normale intelligentie, zodat hij zijn vierde zoon, Wang Lin tot kroonprins maakte.
Rond het jaar 20 kreeg het rijk te maken met droogte, een sprinkhanen- en een rupsenplaag. In de zomer van dat jaar bracht een windvlaag schade toe aan het woongedeelte van het keizerlijk paleis. Volgens Wang Mang was dit een voorteken dat duidelijk maakte dat er een relatie was tussen de natuurrampen en zijn eigen handelen. Door zijn jongste zoon tot kroonprins te benoemen en zo Wang An als oudere zoon te passeren, had hij niet voldaan aan de confucianistische regel van het juiste gebruik van namen. Een terugkeer naar een harmonieuze samenleving zou alleen mogelijk zijn als Wang An alsnog kroonprins werd. Toen dat gebeurde ontving hij de titel Xin Jiabi (新嘉辟), maar hij overleed reeds in het jaar 21 na een ziekbed.